# Kanton Saint-Chamond
Der Kanton Saint-Chamond ist ein französischer Wahlkreis im Arrondissement Saint-Étienne, im Département Loire und in der Region Auvergne-Rhône-Alpes. Hauptort ist Saint-Chamond. Seit 2015 wird der Kanton durch Solange Berlier und Hervé Reynaud (beide DVD) im Generalrat vertreten.

## Gemeinden
Der Kanton besteht aus zwei Gemeinden mit insgesamt 40.454 Einwohnern (Stand: 2022) auf einer Gesamtfläche von 59,28 km²:
| Gemeinde             | Einwohner 1. Januar 2022 | Fläche km² | Dichte Einw./km² | Code INSEE | Postleitzahl |
| -------------------- | ------------------------ | ---------- | ---------------- | ---------- | ------------ |
| L’Horme              | 4.868                    | 4,40       | 1.106            | 42110      | 42152        |
| Saint-Chamond        | 35.586                   | 54,88      | 648              | 42207      | 42400        |
| Kanton Saint-Chamond | 40.454                   | 59,28      | 682              | 4213       | –            |